# إعصار إيدا
إعصار إيدا (Hurricane Ida) إعصار استوائي نشط وقوي جدا. أصبح ثاني أشد إعصار يضرب ولاية لويزيانا الأمريكية على الإطلاق، بعد إعصار كاترينا، ويعادل أقوى هبوط للرياح القصوى على اليابسة في الولاية مع إعصار لورا في عام 2020 و «إعصار آخر جزيرة» في عام 1856.
إيدا هي التسمية التاسعة التي تطلق على عاصفة، والتسمية الرابعة لإعصار استوائي والتسمية الثانية لإعصار كبير من موسم أعاصير الأطلسي 2021، نشأت إيدا من موجة استوائية رصدت لأول مرة من قبل المركز الوطني للأعاصير (NHC) في 23 أغسطس، انتقلت إلى البحر الكاريبي وتطورت إلى عاصفة استوائية في 26 أغسطس 2021. في 27 أغسطس 2021، أصبحت إيدا إعصارًا من الفئة 1 وبدأت تعمعًا سريعًا في اليوم التالي، لتصبح إعصارًا من الفئة 2 في الساعة 18:00 بالتوقيت العالمي المنسق في 28 أغسطس. اشتدت حدة إيدا لتصبح إعصارًا من الفئة 3 بحلول الساعة 06:00 بالتوقيت العالمي المنسق في 29 أغسطس، وفي غضون ساعة، سمح التعمق السريع للعاصفة بالنمو إلى إعصار من الفئة 4، وهو الأول من الموسم، مع رياح مستدامة قصوى تبلغ 150 ميلاً في الساعة.
وصلت إيدا إلى اليابسة في 29 أغسطس، في الذكرى السادسة عشرة لإعصار كاترينا. إإعصار كاتريناهو الإعصار الوحيد الذي وصل إلى اليابسة في لويزيانا بضغط مركزي أقل.

## روابط خارجية
- The NHC's advisory archive on Hurricane Ida